# Sonja Richter
Sonja Richter (født 4. januar 1974 i Esbjerg) er en dansk skuespillerinde.

## Baggrund
Richter er datter af en seminarierektor og en lærer og voksede op i en dysfunktionel familie i et kollektiv i Tjæreborg uden for Esbjerg. Da hun var 12 år flyttede forældrene hver for sig til Esbjerg, hvorefter hun boede skiftevis hos sin mor og farmor. Som 14-årig kom hun på efterskole og flyttede derefter alene til Aarhus.

## Uddannelse og karriere
Hun blev i 1993 student fra Aarhus Katedralskole og er uddannet fra Odense Teater i 1999. Siden har hun været knyttet til en række andre teatre, bl.a. Aveny Teatret, Betty Nansen Teatret, Østre Gasværk Teater og i høj grad Det kongelige Teater. I tv har hun bl.a. kunnet opleves i serierne Rejseholdet, Hotellet, Forsvar, Ørnen og Forestillinger.
Hun optræder i Søren Huss' musikvideo til sangen "Du er" skrevet af Søren Huss til sin kæreste, som mistede livet i en trafikulykke.

## Filmografi

### Spillefilm
| År   | Titel                         | Rolle                               | Noter                                               |
| ---- | ----------------------------- | ----------------------------------- | --------------------------------------------------- |
| 2002 | Elsker dig for evigt          | Cecilie                             |                                                     |
| 2003 | Rembrandt                     | Trine                               |                                                     |
| 2004 | Forbrydelser                  | Marion                              |                                                     |
| 2004 | Villa Paranoia                | sygehjælperen Anna                  |                                                     |
| 2005 | Opbrud                        | Nina                                |                                                     |
| 2006 | Cecilie                       | titelrollen som lærerinden Cecilie  |                                                     |
| 2007 | Vikaren                       | politibetjenten og moderen Maria    |                                                     |
| 2008 | Det som ingen ved             | Charlotte                           |                                                     |
| 2009 | Flugten                       | Sarah Jargil                        |                                                     |
| 2009 | Fri os fra det onde           | Presenter                           |                                                     |
| 2010 | Kvinden der drømte om en mand | hovedrollen som modefotograf Miss K |                                                     |
| 2013 | Kvinden i buret               | Folketingsmedlem Merete Lynggard    | SvendPrisen for Årets bedste kvindelige skuespiller |
| 2014 | The Homesman                  | Gro Svendsen                        |                                                     |
| 2014 | Miraklet                      | Johanna                             |                                                     |
| 2014 | Når dyrene drømmer            | mor                                 |                                                     |
| 2016 | Der kommer en dag             | Elmers og Eriks dødsyge mor         |                                                     |
| 2017 | Alle for tre                  | Kim                                 |                                                     |
| 2018 | Vildheks                      | Moster Isa                          |                                                     |
| 2019 | Selvmordsturisten             | Alice Dinesen                       |                                                     |
| 2022 | Kærlighed for voksne          | Leonora                             |                                                     |

### Serier
| År      | Titel             | Rolle                       | Noter |
| ------- | ----------------- | --------------------------- | ----- |
| 2000-02 | Hotellet          | Kathrine                    |       |
| 2000-01 | Skjulte spor      | Mia                         |       |
| 2000-04 | Rejseholdet       | Aldona                      |       |
| 2003-04 | Forsvar           | Rebecca Neumann             |       |
| 2004-06 | Ørnen             | tolken Anna                 |       |
| 2007    | Forestillinger    | Tanja                       |       |
| 2012    | Forbrydelsen III  | Marie Borch                 |       |
| 2015    | Broen III         | Lise                        |       |
| 2016    | Der kommer en dag | Elmers og Eriks dødsyge mor |       |
| 2016-19 | Bedrag II         | Amanda Absalonsen           |       |

## Priser og hæder
- 2014: SvendPrisen for Årets bedste kvindelige skuespiller i filmen Kvinden i buret
- 2007: Kronprinsparrets Kulturpris[4][5]
- 2007: Nymphe d’Or (guldnymfe) - Monte Carlo TV-festival for rollen som Tanja i Per Flys "Forestillinger"[6][7]
- 2004: Shooting Stars Award - Berlin Film Festival[8]

## Ekstern henvisning
- Sonja Richter på Internet Movie Database (engelsk)
- Sonja Richter på Filmdatabasen
- Sonja Richter på danskefilm.dk
- Sonja Richter på danskfilmogtv.dk
- Sonja Richter på Scope
- Sonja Richter på Svensk Filmdatabas (svensk)
- Sonja Richter på AlloCiné (fransk)
- Sonja Richter på AllMovie (engelsk)
- Sonja Richter på The Movie Database (engelsk)